# 29 Большого Пса
29 Большого Пса (29 CMa / UW CMa) — переменная звезда в созвездии Большого Пса. Главный компонент — голубой сверхгигант спектрального класса O со средним видимым блеском 4,88m. Компаньон, скорее всего, является бело-голубой звездой главной последовательности спектрального класса OB.
29 Большого Пса относится к затменным переменным типа β Лиры, имеет период переменности 4,39 дней, меняя звёздную величину от 4,84m до 5,33m.
Система удалена от Солнца на расстояние 3000 ± 1800 световых лет и состоит из двух контактирующих звёзд спектрального класса O с неизвестными параметрами. Отношение масс звезд неизвестно, по некоторым оценкам светимость для первичной варьирует между 870 и 410 тысяч раз больше Солнца и 170 и 240 раз для второго компонента соответственно. Их массы варьируют в зависимости от этого параметра, соответственно, между 107 и 54 солнечных для первого и 11—17 солнечных масс для второго компонента.